# Алмас (Акмолинская область)
Алмас (каз. Алмас) — упразднённое село в Коргалжынском районе Акмолинской области Казахстана. Входило в состав Кызылсайского сельского округа. Код КАТО — 116045200.

## География
Село располагалось на правом берегу реки Нура, в южной части района, на расстоянии примерно 30 километров к юго-западу от административного центра района — села Коргалжын, в 9 километрах к западу от административного центра сельского округа — села Шалкар.

## История
Упразднено в 2019 г. 

## Население
В 1989 году население села составляло 193 человек (из них казахи — 100%).

В 1999 году население села составляло 89 человек (45 мужчин и 44 женщины). По данным переписи 2009 года, в селе проживало 14 человек (8 мужчин и 6 женщин).
| Численность населения | Численность населения | Численность населения |
| 1989                  | 1999                  | 2009                  |
| --------------------- | --------------------- | --------------------- |
| 193                   | ↘89                   | ↘14                   |